# Pia Totschnig
Pia Totschnig (* 21. August 2000 in Innsbruck) ist eine ehemalige österreichische Triathletin und Duathletin. Sie ist Staatsmeisterin auf der Triathlon-Sprintdistanz (2021).

## Werdegang
2013 und erneut 2015 wurde Pia Totschnig Österreichische Meisterin Triathlon und 2014 in Feistritz auch Österreichische U16-Meisterin Crosslauf.
Im Juni 2016 wurde sie in Kitzbühel Österreichische Jugend-Meisterin Triathlon (500 m Schwimmen, 12 km Radfahren und 3,3 km Laufen).

Die 16-jährige Tiroler Nachwuchskader-Athletin konnte sich im Oktober des Jahres als erste Österreicherin in der 29-jährigen Verbandsgeschichte des ÖTRV den Gesamtsieg im ETU-Europacup-Triathlon bei den Juniorinnen holen.
Im Juni 2017 belegte Pia Totschnig bei der Triathlon-Europameisterschaft der Juniorinnen in Kitzbühel als zweitbeste Österreicherin den 26. Rang (hinter Therese Feuersinger, Rang 4). Im Juli wurde sie Dritte bei der Jugend-Europameisterschaft auf der Super-Sprintdistanz in Litauen.

Zum Abschluss der Saison konnte sie im Oktober 2017 im spanischen Melilla mit dem österreichischen Team (Therese Feuersinger, Magdalena Früh, Lukas Gstöttner, Leon Pauger und Philip Pertl) mit insgesamt acht Podiumsplätzen in zehn Rennen von April bis Oktober das Nationenranking der Junioren vor Ungarn und Frankreich gewinnen.
2017 wurde sie auch Österreichische Vize-Meisterin U18 im Crosslauf.
Im Juni 2018 wurde sie Junioren-Vize-Staatsmeisterin Triathlon auf der Sprintdistanz. Im August 2021 wurde sie beim Ausee Triathlon Staatsmeisterin auf der Triathlon Sprintdistanz.
Pia Totschnig startete im ÖTRV Nationalteam Nachwuchs. Sie besucht das Bundesrealgymnasium in Telfs und lebt in Zirl. Totschnig war Sportlerin des Heeressportzentrums des Österreichischen Bundesheers. Als Heeressportlerin trägt sie derzeit den Dienstgrad Gefreiter.
Im November 2021 erklärte die 21-Jährige ihre aktive Karriere für beendet.

## Sportliche Erfolge
| Datum/Jahr    | Rang | Wettbewerb                                                       | Austragungsort | Zeit       | Bemerkung                                                                                        |
| ------------- | ---- | ---------------------------------------------------------------- | -------------- | ---------- | ------------------------------------------------------------------------------------------------ |
| 15. Aug. 2021 | 1    | ÖTRV Staatsmeisterschaft Triathlon Sprintdistanz                 | Blindenmarkt   |            | Staatsmeisterin auf der Triathlon Sprintdistanz beim Ausee Triathlon                             |
| 21. Juli 2021 | 14   | ETU Triathlon European Cup                                       | Balıkesir      | 01:01:52   |                                                                                                  |
| 31. Mai 2019  | 7    | ETU Triathlon European Championship Junior Women                 | Weert          | 00:55:23   |                                                                                                  |
| 12. Aug. 2018 | 5    | ETU Triathlon European Cup Junior Women                          | Riga           | 01:04:59   |                                                                                                  |
| 7. Juli 2018  | 8    | ETU Triathlon European Cup Junior Women                          | Tiszaujvaros   | 00:42:20   |                                                                                                  |
| 3. Juni 2018  | 2    | ÖTRV Staatsmeisterschaft Triathlon Junioren                      | Tulln          | 01:04:41   | Junioren-Vize-Staatsmeisterin auf der Sprintdistanz                                              |
| 13. Aug. 2017 | 1    | ETU Triathlon European Cup Junior Women                          | Riga           | 01:02:41   |                                                                                                  |
| 30. Juli 2017 | 9    | ETU Triathlon Junior European Cup Junior Women                   | Tábor          | 01:06:39   | hinter der Russin Valentina Riasova                                                              |
| 15. Juli 2017 | 3    | ETU Sprint Distance Triathlon European Championship Junior Women | Panevėžys      | 00:27:57   | Europameisterschaft auf der Super-Sprintdistanz Jugend                                           |
| 16. Juni 2017 | 26   | ETU Triathlon European Championship Junior Women                 | Kitzbühel      | 01:02:27   | Triathlon-Europameisterschaft der Juniorinnen (750 m Schwimmen, 20 km Radfahren und 5 km Laufen) |
| 19. Juni 2016 | 1    | ÖTRV Staatsmeisterschaft Triathlon Jugend                        | Kitzbühel      | 01:04:41   | Jugend-Staatsmeisterin auf der Sprintdistanz                                                     |
| 15. Aug. 2015 | 1    | Jannersee Triathlon                                              | Lauterach      | 00:49:59,3 | Siegerin auf der Sprintdistanz (400 m Schwimmen, 16 km Radfahren und 4 km Laufen)                |

| Datum/Jahr    | Rang | Wettbewerb                            | Austragungsort        | Zeit | Bemerkung                          |
| ------------- | ---- | ------------------------------------- | --------------------- | ---- | ---------------------------------- |
| 12. März 2017 | 2    | ÖLV Staatsmeisterschaft Crosslauf U18 | Feistritz im Rosental |      | Vize-Staatsmeisterin U18 Crosslauf |
| 2014          | 1    | ÖLV Staatsmeisterschaft Crosslauf U16 | Itter                 |      | Staatsmeisterin U16 Crosslauf      |

| Datum/Jahr    | Rang | Wettbewerb              | Austragungsort | Zeit | Bemerkung                    |
| ------------- | ---- | ----------------------- | -------------- | ---- | ---------------------------- |
| 31. Dez. 2019 | 2    | Silvesterlauf Innsbruck | Innsbruck      |      | Zweite hinter Magdalena Früh |

(DNF – Did Not Finish)